# Parroquia de Tensas
La parroquia de Tensas (en inglés: Tensas Parish), fundada en 1843, es una de las 64 parroquias del estado estadounidense de Luisiana. En el año 2000 tenía una población de 6.618 habitantes con una densidad poblacional de 4 personas por km². La sede de la parroquia es St. Joseph.

## Geografía
Según la Oficina del Censo, la parroquia tiene un área total de 1661 km² (641,3 mi²), de la cual 1560 km² (602,3 mi²) es tierra y 100 km² (38,6 mi²) (6.04%) es agua.

### Parroquias y condados adyacentes
- Parroquia de Madison - norte
- Condado de Warren (Misisipi) - noreste
- Parroquia de Claiborne - este
- Parroquia de Jefferson - este
- Condado de Adams (Misisipi) - sureste
- Parroquia de Concordia - sur
- Parroquia de Catahoula - suroeste
- Parroquia de Franklin - oeste

## Carreteras
- U.S. Highway 65
- Carretera Estatal de Luisiana 4

## Demografía
En el 2000 la renta per cápita promedia de la parroquia era de $19,799, y el ingreso promedio para una familia era de $25,739. En 2000 los hombres tenían un ingreso per cápita de $26,636 versus $16,781 para las mujeres. El ingreso per cápita para la parroquia era de $12,622. Alrededor del 36.30% de la población estaba bajo el umbral de pobreza nacional.

## Ciudades y pueblos
- Newellton
- St. Joseph
- Waterproof